# Karvil Biler
Karvil Biler A/S er en dansk bilforhandler- og autoværkstedskæde med otte afdelinger i Region Syddanmark samt hovedkvarter i Odense. De forhandler, markedsfører, servicerer og vedligeholder personbiler og varebiler af mærkerne Ford, Honda, Hyundai, Mazda, Nissan og Mitsubishi. Karvil Biler har afdelinger i Odense, Svendborg, Middelfart, Fredericia, Rødekro, Sønderborg, Aabenraa og Roskilde.
Karvil Biler A/S er grundlagt i 2001 og ejet af Brian Bøllingtoft.
I 2024 havde Karvil Biler 202 ansatte og omsatte for ca. 984 mio. kroner.